# Демир, Эмре
Эмре Демир (тур. Emre Demir; родился 10 октября 2004) — турецкий футболист, полузащитник клуба «Фенербахче». Выступает за «Умраниеспор» на правах аренды.

## Клубная карьера
Уроженец Мерсина, Эмре Демир начал футбольную карьеру в академии местной команды «Мерсин Идманюрду» в возрасте 6 лет. Два года спустя стал игроком академии клуба «Кайсериспор». Впоследствии проходил просмотры в испанской «Барселоне» и французском «Пари Сен-Жермен».
18 января 2019, через три дня после наступления пятнадцатилетия, подписал свой первый профессиональный контракт с «Кайсериспором». 22 января 2019 года дебютировал в основном составе «Кайсериспора» в матче Кубка Турции против клуба «Акхисар Беледиеспор». 19 мая 2019 года дебютировал в турецкой Суперлиге (высшем дивизионе чемпионата Турции) в матче против «Акхисар Беледиеспор».
23 сентября 2021 года было объявлено, что «Барселона» достигла соглашения о трансфере игрока, который состоится перед началом сезона 2022/23.

## Карьера в сборной
Выступал за национальные футбольные сборные Турции до 14, до 15, до 16 и до 17 лет.